# Krokus (álbum)
Krokus es el álbum debut de la banda suiza de heavy metal Krokus, publicado en 1976 por el pequeño sello helvético Schnoutz.

## Generalidades
Krokus sigue siendo aún un ítem de coleccionista, del cual no se conocen reediciones oficiales en CD, por lo tanto es difícil de encontrar y, por consecuencia, caro, hallándose usualmente pocas copias disponibles en el mercado. Este trabajo, grabado en los Sinus Studio de Berna, muestra a la banda en sus inicios en los años 1970, con un sonido volcado a un rock duro con tintes progresivos, bastante diferente al estilo que les daría fama, y mucho más elaborado.

## Lista de canciones
Cara A
1. "Majale" - 2:56
2. "Angela Part 1" - 3:00
3. "Energy" - 5:04
4. "Mostsaphin" - 3:05
5. "No Way" - 2:39
6. "Eventide Clockworks" - 1:10

Cara B
1. "Freak Dream" - 3:35
2. "Jumpin' In" - 2:32
3. "Insalata Mysta" - 7:04
4. "Angela Part 2" - 1:37
5. "Just Like Everyday" - 3:03

## Personal
- Tommy Kiefer - Voz, guitarra solista
- Hansi Droz - Guitarra rítmica
- Remo Spadino - Bajo
- Chris Von Rohr - Batería, teclados, percusión, voz